# Джеваншир
Джеваншир або Джаваншира, (що в перекладі з перс. Ğaüān Şir/Javān Šīr — «Молодий лев», «Джаван» — молодий, «шир» — лев, вірм. Ջիվանշիր) — князь Кавказької Албанії з династії Міхранідів (638—670 рр.), син Вараза-Григора, правитель феодального володіння Гардман в  Кавказькій Албанії, що був особистим доменом династії.
При ньому почалося завоювання Албанії арабами. Разом з вірменським князем Мушегом Маміконяном і володарем Сюніка Григорієм брав участь у битві з арабами у Кадісії (637 р.) на стороні сасанідських військ. Після розгрому персів вів бої з їх залишками на території Закавказзя. У 660 році уклав союз з Візантією проти Халіфату. У 667 році під загрозою нашестя арабів з півдня і хозар з півночі визнав себе васалом Халіфату. Джевашир був убитий в результаті змови великих феодалів, які боролися проти централізації князівської влади [Архівовано 4 квітня 2015 у Wayback Machine.].

## Шлях до влади

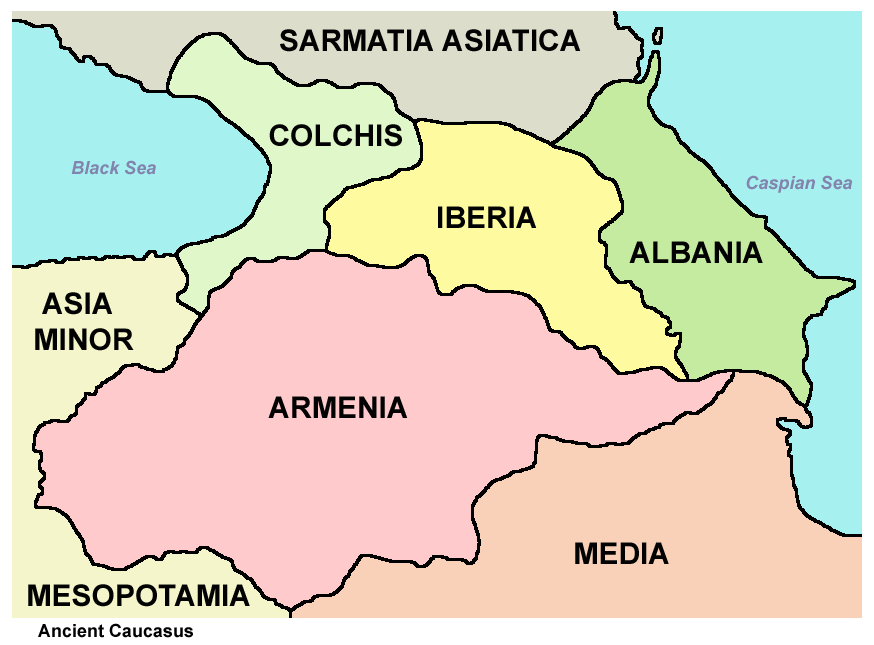
Межі Кавказької Албанії

У IV столітті до н. е., зароджується держава лезгіномовних народів Кавказька Албанія. З моменту свого зародження, держава Кавказька Албанія бере активну участь у подіях, що відбуваються на Кавказі і в Передній Азії.
У VII ст. Кавказька Албанія переживає важкі часи. З півдня тисне Сасанідський Іран намагається відновити зороастризм у прийнятій християнство Албанії, із заходу Візантія прагне взяти під свій контроль албанську церкву, з півночі рвуться в Албанію кочівники тюрки-хозари, з півдня наступають араби, що несуть вчення пророка Мухаммеда.
В останніх боях з арабами на стороні Сасанідського Ірану виступає молодий албанський принц Джеваншир (616—670), син Варазі, правителя феодального володіння Гардман.
У 623 році на територію Албанії вторгаються війська візантійського імператора Іраклія, а потім і війська його союзника хозарського кагана. Візантійці і хазари захоплюють Нахічеван, Гянджа, Тифліс і інші міста Кавказу.
У 628 році між Іраном і Візантією полягає мирний договір, згідно з яким Вірменія переходить під владу Візантії, Грузія отримує незалежність, а Албанія залишається залежно від сасанідського Ірану. Імператор Іраклій зі своїм військом приходить в область Гардман, хрестить Варазі Григора і всіляко сприяє будівництву церков по всій країні. Грузинські хроніки повідомляють, що імператор Іраклій хрестив не тільки Варазі Григора, а й «увесь його народ». Вараза Григор першим з Мехранідів отримує титул князя всієї Албанії.
Ослаблений війнами з Візантією, Іран з великими труднощами стримує натиск арабів. У битвах з арабами беруть участь і албанські війська, очолювані, сином Варазі Григора Джеванширом. Албанська історик Моїсей Каланкатуйський повідомляє, що Джеваншир сім років зі своїм загоном бере участь у цих війнах проти арабів і показує себе хоробрим воїном і талановитим воєначальником.
У 636 році відбувається дуже важлива для арабів битва між персами та арабами у стародавньої столиці Сасанідів — Медаїні. Разом з 80-тисячною армією з Атропатени, під командуванням сасанідського воєначальника Рустама в битві бере участь і Джеваншир зі своїм загоном [Архівовано 26 травня 2020 у Wayback Machine.].
Перська армія зазнає поразки, а загін Джеваншира відходить в Атропатену. Історичні хроніки описують кілька яскравих перемог албано-лезгінської дружини Джеваншира і після цієї битви. Шахиншах Ірану Ієздігерд, особливо виділяючи заслуги Джеваншира, "дав йому прапор і гучні труби, два золотих дротика і позолочених щита, які завжди носили перед ним. Він шанував його вище всіх. Оперезав його золотим поясом, унизаним перлами, і мечем із золотою рукояткою, дав йому браслети на руки і надів йому на голову прекрасний вінець. Він дав йому також підв'язки, обсипані перлами, і багато ниток та перлів повісив на його шию ". Взявши участь ще в декількох боях, Джеваншир розуміє, що дні Сасанідської держави закінчуються і в тому ж році повертається на батьківщину [Архівовано 2 квітня 2015 у Wayback Machine.].

Як пише албанський історик, 
|  | в продовж семи років хоробрий Джеваншир воював у цих тяжких війнах. Отримавши 11 важких ран, він попрощався з ними та згадавши про самодержавство колишніх албанських царів, ... він задумав нікому не підпорядковувати своєї долі. |

## Князь Кавказької Албанії
Коли в 639 році залишки розбитих арабами сасанідських військ вторгаються в країну, Джеваншир в союзі з грузинами і володарем області Сюник (Зангезур) веде з ними затяжну війну. Історики відзначають виявлену їм у цих боях мужність: 
|  | він особисто вразив відомого Гегмазі, ватажка армії. Сам він і його військо з мечами в руках зробили в них (персах) страшне звалище. Взявши у них багато полонених, коней, мулів і багато здобичі, вони повернулися. В горах вони зіткнулися ще раз. і в цей день перемога вдалася йому. |

Перси хитрістю захоплюють у полон рідних Джеваншира і знову вторгаються в межі Албанії. Зрештою Джеванширу вдається остаточно розбити персів. Після цього Джеваншир одружується на дочці сюнікського князя. Однак, довго Джеванширу підтримати самостійність Албанії не вдається.

## Період залежності від Халіфату

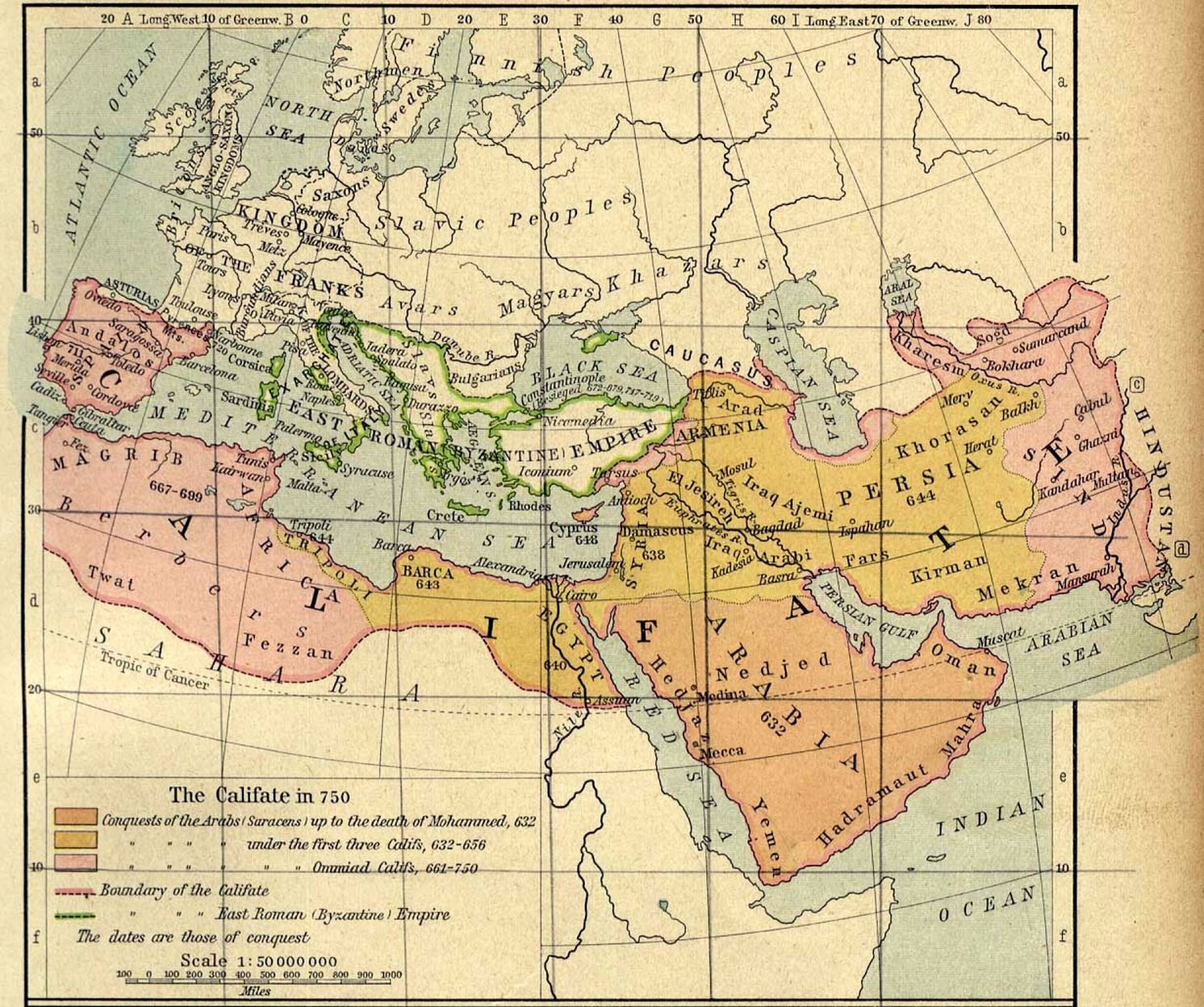
Арабський Халіфат. Різними кольорами позначені володіння мусульман на момент смерті Мухаммеда, завоювання перших трьох халіфів та завоювання Омеядів.

У 654 році араби під командуванням Салмана ібн-Рабія, полководця халіфа Османа, вторгаються в Албанію і деякі їхні загони доходять навіть до Кабали, Шаки і Дербента. За Дербентом шлях їм перекривають хозари. Коли араби виходять за межі Дербента, населення міста замикає за ними ворота, а хозарський хакан зустрів їх зі своєю кіннотою, і чотири тисячі арабів виявляються перебитими.

Як пише видатний фахівець з історії Албанії Камілла Тревер: 
|  | Араби, мабуть, були особливо зацікавлені в підпорядкуванні собі Албанії, враховуючи її стратегічне положення між хозарами на півночі і Атропатеною (яка все ще не була остаточно підпорядкована) на півдні, торгові шляхи на її території, які йшли з Передньої Азії на Північний Кавказ, на Волгу і в південноруські степи, її природні багатства, багаті металами надра та ін.. |

## Союз із Візантією
При халіфові Алі міжусобиці сильно послаблюють халіфат, і Джеваншир, скориставшись цим, перестає платити йому данину. Незалежності Албанії тепер безпосередньо загрожують хозари і візантійці. Джеваншір змушений шукати шляхи зближення з Візантією. Він обмінюється з візантійським імператором Костянтином II листами і кілька разів з ним зустрічається. Джеваншир пропонує Костянтину II прийняти албанський народ під своє заступництво і візантійський імператор з великою радістю приймає цю пропозицію. Він шле Джеванширу від візантійського двору дорогоцінні дари, називаючи Джаваншира володарем області Гардман і князем Албанії.
Політика зближення з Візантією в цей час, очевидно, була виправдана. Межі її, як пише албанський історик Калантакуйський, тепер простягаються від «меж Іберії до воріт хонів і до річки Араксу».

## Боротьба з хозарами
Через два роки після укладення договору з Візантією Албанія піддається навалі хозар. Хазари доходять до Кури, де об'єднані війська албанських (лезгінських) племен завдають їм поразки і змушують їх піти за межі Албанії. Через кілька років хазари раптово повторюють свій набіг і на цей раз доходять до Араксу. Джеваншир змушений йти на переговори з хозарами. На березі Кури відбувається його зустріч з хозарським правителем. Зустріч завершується укладенням мирного договору, за яким хазари повертають полонених, а Джеваншир бере в дружини дочку хазарського хакана.

## Союз із Халіфатом
Ослаблення Візантії в боротьбі з арабами дозволяє Джеванширу вийти з-під її залежності. У 667 році він відправляється на переговори до столиці халіфату. Халіф зустрічає його з урочистістю, яка відповідає його рангу і офіційно визнає його князем Албанії.
Дипломатичний хист Джеваншира і його особисті якості дозволяють налагодити з халіфом дружні стосунки. Через три роки після цього Джеваншир отримує запрошення від халіфа приїхати в Дамаск, на цей раз як посередник у його переговорах з імператором Візантії. Джаваншира блискуче справляється з обов'язками посередника. Обидві договірні сторони задоволені результатами переговорів. Після цього халіф погоджується з пропозицією Джеваншира знизити податки, які були накладені на Албанію, на одну третину. Халіф підпорядковує Джеванширу князівство Сюнік і просить прийняти в управління Атропатену. Від останньої пропозиції Джеваншир відмовляється.

## Роль правителя для Кавказької Албанії
Джеваншир помирає в 670 р від важких ран, завданих йому одним з учасників змови. Джеваншир увійшов в історію лезгин як видатний полководець і мудрий державний діяч, який в дуже важкий для країни час зміг відновити і зберегти незалежність країни, і як талановитий дипломат, вмів мирним шляхом розв'язувати проблеми, що виникають в його взаєминах з арабами, візантійцями і хозарами.
Джеваншир багато зробив для розвитку матеріальної і духовної культури лезгинської Албанії, чому великою мірою сприяли його зв'язки з Халіфатом і Візантією. При ньому жив і працював видатний албанський історик Моїсей Каланкатуйський. Очевидно, за вказівкою Джеваншира їм була написана «Історія Албанії», в якій, крім праць попередніх йому істориків, були використані матеріали палацових архівів, надані в його розпорядження. В «Історії Албанії» наводяться листи Вачагана до єпископів, лист Джеваншира до візантійського імператора Костянтина, лист Костянтина до Джеваншира та ін.

Наводиться також елегія придворного поета Давтака на смерть Джеваншира, в якій він оплакує свого покровителя і проклинає вбивць. У висновку поеми він пише: 
|  | Він був нам світильником істинного світу, був керманичем - приборкувачем бурхливих хвиль, - хоробрий Джеваншир, розсіявший сумніви ворогів! |

Джеваншир побудував у Барді і в інших містах багато палаців і храмів.
Незабаром після смерті Джеваншира Албанія скоряється арабами і лезгіномовні народи на низовинах поступово приймають мусульманство, на відміну від гірських районів де процеси ісламізації затягнуться на цілі століття [Архівовано 2 квітня 2015 у Wayback Machine.].